# 多倫多公校教育局

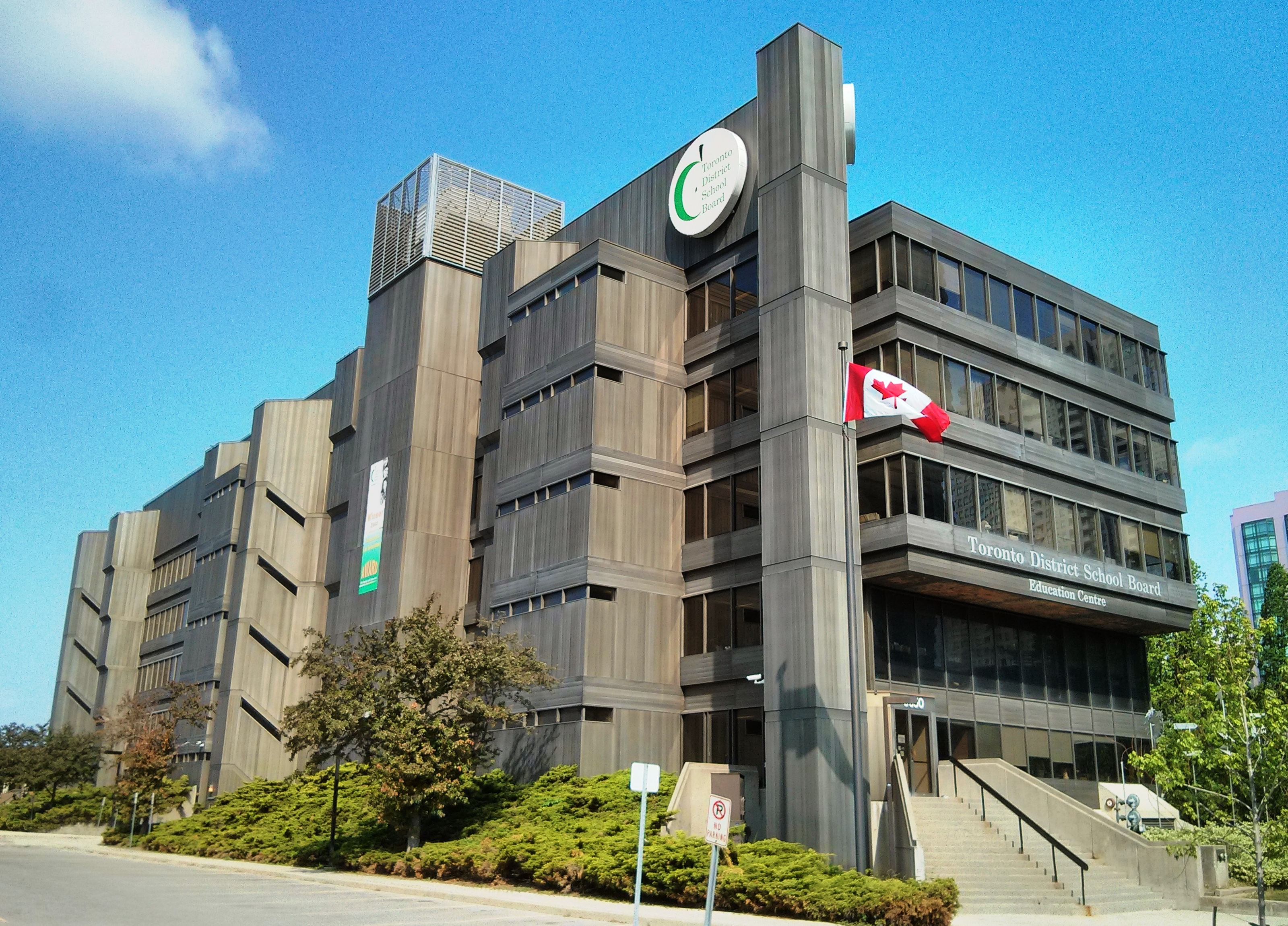
TSB Education Centre - 多倫多公校教育局的总部

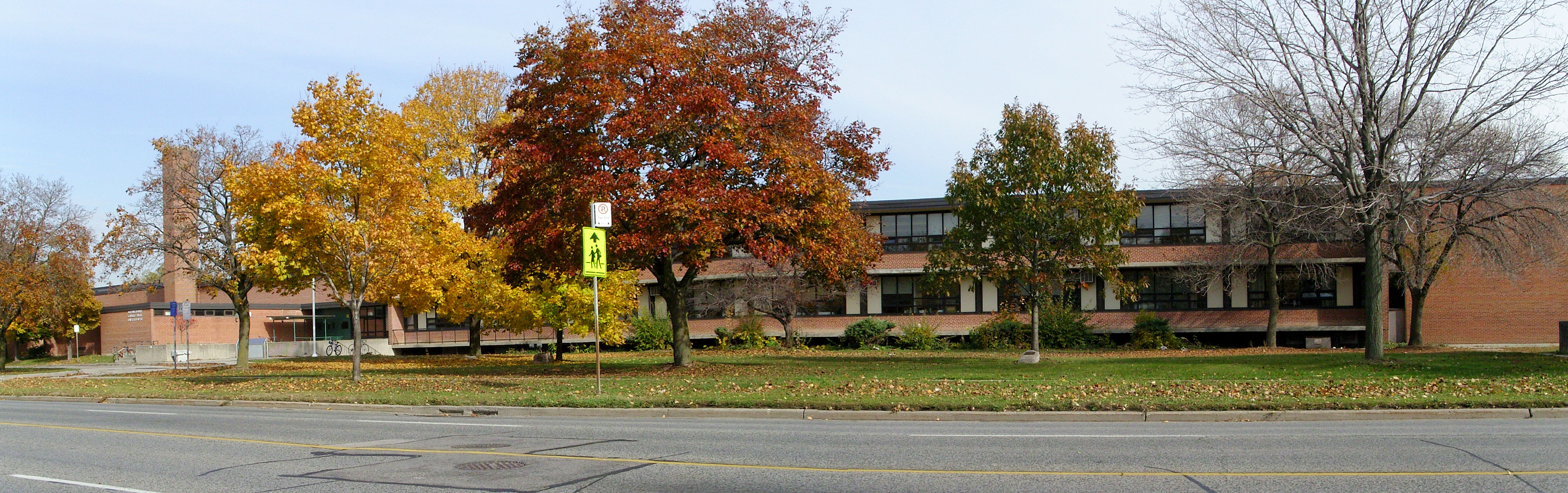
愛靜閣書院

多伦多公校教育局（直译：「多倫多區域學校董事會」，縮寫）是加拿大安大略省多倫多的教育局，总部設在多倫多北約克惠柳第。TDSB是加拿大最大的教育局。其下屬有多于600所学校，在校學生多達250,000人。

## 轄下学校

### 中學
- 昃臣中學（A. Y. Jackson Secondary School）
- 愛靜閣書院（Agincourt Collegiate Institute）
- 貝治芒公園書院（Birchmount Park Collegiate Institute）
- 布魯亞書院（Bloor Collegiate Institute）
- 般咸圖書院（Burnhamthorpe Collegiate Institute）
- 謝菲士書院（C. W. Jefferys Collegiate Institute）
- 松柏坡書院（Cedarbrae Collegiate Institute）
- 中怡陶碧谷中學（Central Etobicoke High School）
- 湯遜書院（David and Mary Thomson Collegiate Institute）
- 當妙斯書院（Don Mills Collegiate Institute）
- 登士維中學（Downsview Secondary School）
- 東約克書院（East York Collegiate Institute）
- 怡陶碧谷書院（Etobicoke Collegiate Institute）
- 森林山書院（Forest Hill Collegiate Institute）
- 夏菲書院（George Harvey Collegiate Institute）
- 哈拔書院（Harbord Collegiate Institute）
- 渣華士書院（Jarvis Collegiate Institute）
- 基伯齡書院（Kipling Collegiate Institute）
- 羅倫斯公園書院（Lawrence Park Collegiate Institute）
- 馬文書院（Malvern Collegiate Institute）
- 馬田高書院（Martingrove Collegiate Institute）
- 北亞比安書院（North Albion Collegiate Institute）
- 北多倫多書院（North Toronto Collegiate Institute）
- 北景嶺中學（Northview Heights Secondary School）
- 柏杜書院（Parkdale Collegiate Institute）
- 富景書院（Richview Collegiate Institute）
- 河谷書院（Riverdale Collegiate Institute）
- 玫瑰谷藝術學校（Rosedale Heights School of the Arts）
- 銀塘書院（Silverthorn Collegiate Institute）
- 麥當勞書院（Sir John A. Macdonald Collegiate Institute）
- 李科克書院（Stephen Leacock Collegiate Institute）
- 地士道城書院（Thistletown Collegiate Institute）
- 范克廉學校（Ursula Franklin Academy）
- 旺道學校（Vaughan Road Academy）
- 維多利亞公園書院（Victoria Park Collegiate Institute）
- 西山書院（West Hill Collegiate Institute）
- 西漢伯書院（West Humber Collegiate Institute）
- 韋斯頓書院（Weston Collegiate Institute）
- 域士佛藝術書院（Wexford Collegiate School for the Arts）
- 約妙斯書院（York Mills Collegiate Institute）